# Johannes Köck
Johannes (Marinus) Köck (* 9. Jänner 1666 in Brixen; † 11. Februar 1721 in Innichen, Südtirol) war ein österreichischer Orgelbauer.

## Leben
Als Sohn von Jacob Köck erlernte er bei seinem Vater das Orgelbauhandwerk und trat als Laienbruder in den Orden der Franziskaner (OFM) ein. Als Laienbruder des Franziskanischen Ordens (OFM) wirkte er als Orgelbauer an den Orgeln in den franziskanischen Kirchen.

## Werkliste
| Jahr      | Ort           | Gebäude                      | Bild | Manuale | Register | Bemerkungen             |
| --------- | ------------- | ---------------------------- | ---- | ------- | -------- | ----------------------- |
| 1687      | Schwaz        | Franziskanerkloster Schwaz   |      |         |          | Epistelorgel            |
| 1695–1697 | Bad Waldsee   | Stiftskirche St. Peter       |      |         |          |                         |
| 1700–1702 | Innichen      | Franziskanerkloster Innichen |      |         |          |                         |
| 1708      | Hall in Tirol | Franziskanerkirche Hall      |      |         |          | bei Brand 1760 zerstört |
| 1715      | Reutte        | Franziskanerkloster Reutte   |      |         |          | nicht erhalten          |
| 1716–1718 | Schwaz        | Franziskanerkloster Schwaz   |      |         |          | Umbau                   |